# Scary mivie 6
Scary Movie 6